# Sericia albifascia
Sericia albifascia là một loài bướm đêm trong họ Erebidae.